# Ernst Prinoth

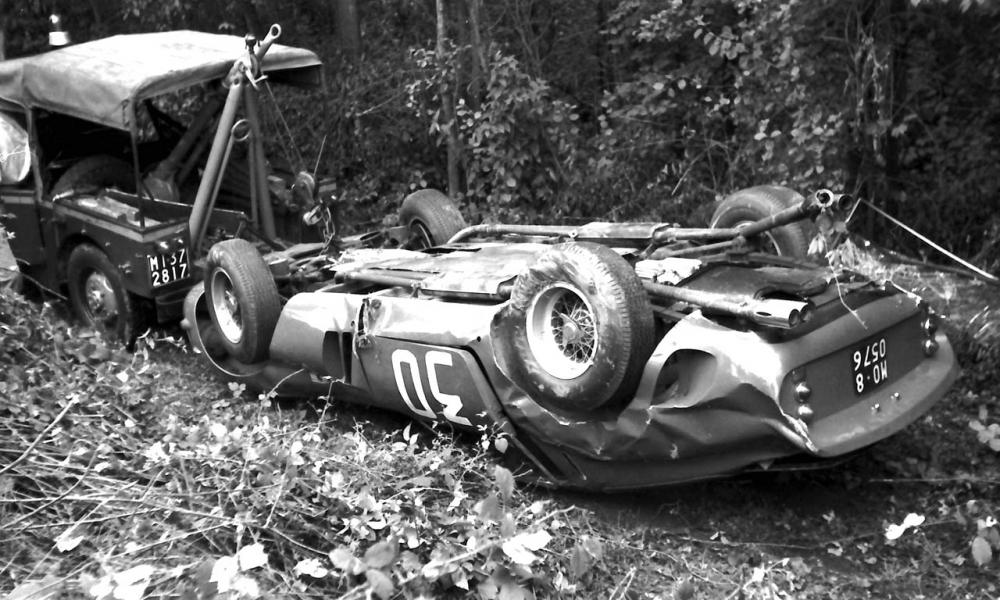
Der verunfallte Ferrari 250 GTO von Ernst Prinoth beim 3-Stunden-Rennen von Monza 1964

Ernst Prinoth, auch Ernesto Prinoth, (* 15. April 1923 in St. Ulrich in Gröden; † 26. November 1981 in Innsbruck) war ein Südtiroler Industrieller und Autorennfahrer.

## Karriere
1961 beteiligte sich der Automechaniker an fünf Formel-1-Rennen, die keine Gültigkeit für die Weltmeisterschaften hatten, mit einem Lotus-18-Rennwagen. Zweimal gelang es ihm bei diesen Rennen, das Podium zu betreten. Das folgende Jahr wollte er am Gran Premio d’Italia teilnehmen, konnte sich aber nicht qualifizieren.
1963 beteiligte er sich am Gran Premio di Imola und am Großen Preis von Österreich.
Seit 1960 war er ein Pionier für den Bau von Pistenraupen, die er 1964 zur Serienreife entwickelt hatte. Weitere Erfindungen folgten. Seit 1973 baute er als weitere Schneefahrzeuge Schneefräsen. Die von ihm gegründete Firma Prinoth AG, wurde 2000 von der Firma Leitner AG übernommen.

## Statistik

### Einzelergebnisse in der Sportwagen-Weltmeisterschaft
| Saison | Team      | Rennwagen                  | 1   | 2   | 3   | 4   | 5   | 6   | 7   | 8   | 9   | 10  | 11  | 12  | 13  | 14  | 15  | 16  | 17  | 18  | 19  | 20  | 21  | 22  |
| ------ | --------- | -------------------------- | --- | --- | --- | --- | --- | --- | --- | --- | --- | --- | --- | --- | --- | --- | --- | --- | --- | --- | --- | --- | --- | --- |
| 1959   | Janua     | Fiat-Abarth 750            | SEB | TAR | NÜR | LEM | RTT |     |     |     |     |     |     |     |     |     |     |     |     |     |     |     |     |     |
| 1959   | Janua     | Fiat-Abarth 750            | 14  |     |     |     |     |     |     |     |     |     |     |     |     |     |     |     |     |     |     |     |     |     |
| 1962   | Abarth    | Fiat-Abarth 1000           | DAY | SEB | SEB | MAI | TAR | BER | NÜR | LEM | TAV | CCA | RTT | NÜR | BRI | BRI | PAR |     |     |     |     |     |     |     |
| 1962   | Abarth    | Fiat-Abarth 1000           |     |     |     |     |     |     |     |     |     |     |     | DNF |     |     |     |     |     |     |     |     |     |     |
| 1963   |           | Alfa Romeo Giulia          | DAY | SEB | SEB | TAR | SPA | MAI | NÜR | CON | ROS | LEM | MON | WIS | TAV | FRE | CCE | RTT | OVI | NÜR | MON | MON | TDF | BRI |
| 1963   |           | Alfa Romeo Giulia          |     |     |     |     |     |     |     |     |     |     |     |     |     |     |     | 7   |     |     |     |     |     |     |
| 1964   | San Marco | Ferrari 250 GTO Lotus Elan | DAY | SEB | TAR | MON | SPA | CON | NÜR | ROS | LEM | REI | FRE | CCE | RTT | SIM | NÜR | MON | TDF | BRI | BRI | PAR |     |     |
| 1964   | San Marco | Ferrari 250 GTO Lotus Elan |     |     |     |     |     | 6   |     |     |     |     |     |     |     |     |     | DNF |     |     |     |     |     |     |